# Кітадзіма Хідеакі
Хідеакі Кітадзіма (яп. 北嶋 秀朗, нар. 3 травня 1978, Нарасіно) — колишній японський футболіст, що грав на позиції нападника.
Виступав за клуби «Касіва Рейсол», «Сімідзу С-Палс» та «Касіва Рейсол», а також національну збірну Японії.

## Клубна кар'єра
У дорослому футболі дебютував 1997 року виступами за команду  «Касіва Рейсол», в якій провів шість сезонів, взявши участь у 108 матчах чемпіонату. Більшість часу, проведеного у складі «Касіва Рейсол», був основним гравцем атакувальної ланки команди і одним з головних бомбардирів команди, маючи середню результативність на рівні 0,33 голу за гру першості.
Своєю грою за цю команду привернув увагу представників тренерського штабу клубу «Сімідзу С-Палс», до складу якого приєднався 2003 року. Відіграв за команду з міста Сідзуока наступні три сезони своєї ігрової кар'єри, взявши участь у 48 матчах чемпіонату.
2006 року Кітадзіма повернувся до клубу «Касіва Рейсол». Цього разу провів у складі його команди шість з половиною сезонів, вигравши з командою чемпіонат, кубок і суперкубок Японії. 
Завершив професійну ігрову кар'єру у клубі «Роассо Кумамото» з другого дивізіону Джей-ліги, за команду якого виступав протягом 2012—2013 років.

## Виступи за збірну
2000 року провів три матчі у складі національної збірної Японії, два з яких (проти Узбекистану і Катару) на кубку Азії у Лівані, здобувши того року титул переможця турніру.

## Досягнення

### Клубні
- Чемпіон Японії (1):

«Касіва Рейсол»: 2011
- Володар Суперкубка Японії (1):

«Касіва Рейсол»: 2012
- Володар Кубка Джей-ліги (1):

«Касіва Рейсол»: 1999
- Володар Кубка Імператора Японії (1):

«Касіва Рейсол»: 2012

### Збірна
- Володар Кубка Азії: 2000